# Compagnie des guides de Chamonix
La Compagnie des guides de Chamonix est un organisme français de guides de haute montagne et d'accompagnateurs créé le 24 juillet 1821 à Chamonix, dans le massif du Mont-Blanc. Elle regroupe actuellement plus de 250 professionnels de la montagne, ce qui en fait la plus ancienne et la plus importante compagnie de guides au monde.

## Histoire
Alors que l'alpinisme dans la région a débuté au milieu du XVIIIe siècle, la Compagnie des guides de Chamonix est née le siècle suivant d'une délibération municipale du 24 juillet 1821. L'expédition au mont Blanc du Docteur Hamel en 1820 a coûté la vie à trois guides sous une avalanche et a fortement marqué les esprits. Le but reste de réglementer, mais également d'encadrer les « voyageurs » alors que jusqu'ici, ceux-ci bénéficient d'aides hétéroclites tels les chasseurs ou les paysans locaux, parfois opportunistes et entraînant des accidents. Les fondements sont posés : tour de rôle pour le partage équitable du travail, un fonds de solidarité (la Caisse de secours pour aider les familles des guides disparus), amendes ou sanctions si besoin, un encadrement avec chef d'équipe.
La Savoie est alors sous l'autorité du roi de Sardaigne, sa Majesté Charles-Félix de Savoie. C'est le 9 mai 1823 qu'il approuve un manifeste de la chambre des députés de Turin, rendant officielle la création de la Compagnie des Guides de Chamonix.
En 1863, la Savoie étant passée sous administration française, la compagnie, tournant alors autour d'un « microcosme chamoniard », devient une société de secours mutuel. La compagnie est dissoute par l'administration française en 1892 : les guides s'organisent alors sous forme de syndicat.
En 1930, alors essentiellement construite sur des dynasties familiales locales, Roger Frison-Roche devient le premier « étranger » (non-Chamoniard) admis à la Compagnie des guides de Chamonix. Il marque ainsi le début de l'ouverture de la Compagnie à des montagnards qui ne sont pas forcément issus du tissu local.
En 1942, un autre étranger, Gaston Rébuffat, intègre la Compagnie avec une dispense d'âge. Il en devient alors le plus jeune élément (il n'a que 21 ans).
Dans les décennies après la guerre, l'entrée à la Compagnie doit se faire avec l'obtention d'un diplôme d'État reconnu ; au départ, ce qui s’appelle encore l'École nationale de ski et d'alpinisme a l'exclusivité dans la délivrance de ces diplômes.
En 1958, à la suite de deux sauvetages tragiques et d'un contentieux entre la Société dauphinoise de Secours en montagne en 1956, la Compagnie des Guides abandonne le secours en montagne. Ce dernier sera dès lors assuré par le Peloton de Gendarmerie de Haut-Montagne (PGHM), en vertu surtout de la procédure du plan ORSEC (1952) qui est étendu au domaine montagnard,.
En 1966, René Desmaison, qui est allé secourir deux alpinistes allemands en difficulté (dans la face ouest des Drus), contre l'avis de la Compagnie, en est radié.
Gérard Devouassoux, appuyé par Maurice Herzog, fonde l'« Office d'information de haute montagne » en 1972, avec le soutien de la Compagnie. Cette institution permet de renseigner sur les courses et leur organisation.
Il faut attendre 1985 pour voir une femme guide à Chamonix : Sylviane Tavernier.
Dans les années 2000, la Compagnie n'a plus l'« hégémonie » des courses et se voit imposer la concurrence de guides du monde entier. Elle change dans la douleur ses statuts, héritage du passé, à une Société par actions simplifiée en 2012, opposant ainsi « esprit associatif et dimension commerciale ». La féminisation du métier, le mélange entre guides et accompagnateurs, l'ultralibérisation du métier, le non-respect du principe de « tour de rôle », sont parfois mal vécus. Marque de dissensions diverses, dans les années suivantes, la Compagnie voit passer cinq président différents, avant que Gilles Chapaz n'en prenne la tête.
Depuis février 2016 et la présidence de David Ravanel, président qui a travaillé à la refonte de la Compagnie des guides de Chamonix, l'institution est constituée de 3 entités : 
- l'association Caisse de Secours qui apporte un soutien psychologique et financier aux membres et à leur famille en cas d'accident ;
- l'association Compagnie des Guides de Chamonix qui met en contact guides et clients ;
- la SAS Compagnie des Guides de Chamonix qui gère la commercialisation des activités.

En 2021, la Compagnie des guides de Chamonix, par l'intermédiaire du guide Tristan Knoertzer, organise son bicentenaire. À cette occasion, elle met l'environnement au centre de son événement en sensibilisant le plus grand nombre aux effets du dérèglement climatique en montagne. Ainsi, une cordée composée de Brad Carlson, Vivian Bruchez, François-Eric Cormier, Daniel Rodrigues et Carmen Michelland part de l'église de Chamonix pour emporter le livret Les Guides de Montagne et le changement climatique, une histoire d'adaptation au sommet du mont Blanc. Le lendemain, un convoi à vélo composé d'Olivier Greber (président), Tristan Knoertzer (organisateur), Daniel Rodrigues (directeur), Céline Poivre (Commission environnement de la Compagnie des guides de Chamonix), Georges Unia (Commission environnement du SNGM) et Georges Furiga (guide indépendant) prend le relais pour emporter ce même livret à l'Assemblée nationale afin de sensibiliser les élus. L'événement a également été l'occasion de former la plus longue cordée du monde le 10 juillet, avec 200 personnes sur six kilomètres entre la France et l'Italie. Un film a aussi été réalisé par les Chamoniards de Yucca Films : Encordés.
2021 est également l'année de la création du fonds de dotation pour l'environnement de la Compagnie des guides de Chamonix, le Fonds pour l'environnement et la haute nature (FOEHN).
En 2023, la Compagnie des guides de Chamonix crée la SAS Refuges de la Compagnie des guides de Chamonix, société fille de la SAS Compagnie des guides de Chamonix, qui a la charge de la gestion des refuges et buvettes de la Compagnie des guides de Chamonix. La mairie de Chamonix confie à la SAS Refuges de la Compagnie des Guides de Chamonix la gestion du refuge des Cosmiques et du refuge de la Charpoua pour sept ans lors du renouvellement de la DSP.
La Compagnie des Guides de Chamonix compte plus de 250 membres, guides de haute montagne, accompagnateurs en montagne, moniteurs d'escalade ou de rafting : chaque année, entre 4 et 6 nouveaux membres sont cooptés par leurs pairs. L'intégration se fait progressivement sous divers statuts, d'abord « renfort », « renfort prioritaire », « stagiaire », avant d'être membre. Originellement focalisée sur l’alpinisme, elle s’est diversifiée et propose aujourd’hui d’autres activités de montagne (escalade, stage photo, sorties naturalistes, randonnée pédestre, rafting ou accrobranche par exemple). Elle est la plus ancienne et la plus renommée des compagnies de guides au monde.

## Chiffre d'affaires
La Compagnie des Guides réalise un chiffre d'affaires de 5,9 M€ en 2019 (dont une partie importante grâce à la SAS Compagnie des Guides de Chamonix), correspondant à plusieurs milliers de journées de travail et environ 20 000 clients par an.

## Fête des Guides
Tous les ans depuis 1924, chaque 15 août, a lieu à Chamonix la « Fête des Guides » avec la traditionnelle bénédiction des cordes et des piolets ainsi qu'un spectacle grand public. Son but est de récolter de l'argent pour approvisionner le fonds de la Caisse de secours.

#### Ouvrages
- (en) Mario Colonel, The Compagnie Des Guides de Chamonix : A History, Chamonix, Mario Colonel Editions, 2009, 288 p. (ISBN 978-2-9531900-8-3 et 2-9531900-8-2).
- Mario Colonel, Compagnie des guides de Chamonix, une belle histoire, Grepon, 1997, 240 p. (ISBN 978-2-912250-00-1).
- Daniel Chaubet, Histoire de la compagnie des guides de Chamonix, Les Marches, La Fontaine de Siloé, 1994, 211 p. (ISBN 978-2-908697-75-9).
- Alexandre Galperine, Traces pour Jean-Pierre Devouassoux, Compagnie des guides de Chamonix, 2001
- Viviane Seigneur, Socio-anthropologie de la haute montagne, L'Harmattan, 2006, 312 p. (ISBN 978-2-296-16138-2, lire en ligne).
- David Ravanel et Joëlle Dartigue-Paccalet, La Compagnie des guides de Chamonix, Glénat, 2021
- Gilles Chapaz, Le Roman des guides, Paulsen, 2021

#### Presse
- Nathalie Lamoureux, « Chamonix, salut la compagnie ! », Le Point, no 2553,‎ 22 juillet 2021, p. 44-48 (ISSN 0242-6005).